# Opsilia uncinata
Opsilia uncinata är en skalbaggsart som först beskrevs av Ludwig Redtenbacher 1842.  Opsilia uncinata ingår i släktet Opsilia och familjen långhorningar.
Artens utbredningsområde är:
- Frankrike.
- Ukraina.

Inga underarter finns listade i Catalogue of Life.